# La Dama y el Vigilante
La Dama y el Vigilante es una telenovela transmitida por la televisora estatal venezolana TVes, protagonizada por los esposos Winston Vallenilla y Marlene De Andrade junto a un reparto coral.

## Sinopsis
La serie muestra la historia de Patricia Villalobos (Marlene), una mujer de la alta sociedad que después del fallecimiento de su padre, termina siendo la heredera y presidente de un canal de televisión privado llamado Canal 13, notando todos los problemas y contratiempos que padece el canal, planifica la producción de una telenovela para dar programación nueva a los espectadores.
Patricia ya al empezar a trabajar en Canal 13, es donde conoce a José David Sandoval (Winston), un hombre de clase popular, bromista y vivaracho. Pese a ser un hombre de barrio y con un vocabulario bastante rudimentario, es así como comienza esta historia de amor entre Patricia y José David, entre problemas y situaciones descabelladas.

## Elenco
- Marlene de Andrade como Patricia Villalobos
- Winston Vallenilla como José David Sandoval
- Susej Vera como Scarlet Gruber
- Jesús Das Merces como Carlos Augusto Monteverde
- Omar Riera como Vincent Almeida
- Gabriela Fleritt como Rosario "Charo" Jiménez
- Carlos Prim como Cristo Ventura
- Henry Rodriguez como José María Calzadilla